# Расна (Брестовац)
Расна је насељено место у општини Брестовац, у западној Славонији, Република Хрватска.

## Историја
До нове територијалне организације налазило се у саставу бивше велике општине Славонска Пожега.

## Становништво
Насеље је према попису становништва из 2011. године имало 7 становника.
| Националност       | 1991.       |
| Срби               | 56 (86,15%) |
| Хрвати             | 8 (12,30%)  |
| Југословени        | 1 (1,53%)   |
| остали и непознато | 0           |
| Укупно             | 65          |